# Odur
Odur (polegla alpska azaleja, polegli odur, puzava azaleja, povaljeni odur, lat. Kalmia procumbens, sin. Loiseleuria procumbens), biljna vrsta iz porodice vrjesovki, nekada uključivana u monotipski rod odur (Loiseleuria), a danas rodu kalmija ili lovor ruža. 
Odur je vazdazeleni puzavi patuljasti grm raširen po Euroaziji (uključujući Hrvatsku) i Sjevernoj Americi.